# Teodor Harșia
Teodor Harșia (n. 1914, Filpișu Mare, Austro-Ungaria – d. 1987) a fost un pictor român, reprezentant al realismului socialist.
A urmat cursurile Școlii de Arte Frumoase din Cluj, finalizându-le în 1949. Între 1929 și 1932 a studiat în atelierul lui Catul Bogdan, iar din 1933 a studiat la Pinacoteca Virgil Cioflec, deschisă public la Cluj.
A organizat numeroase expoziții personale la Cluj, București, Tg. Mureș. A fost prezent cu lucrări la expoziții românești peste hotare: Varșovia (1955), Moscova (1958), Bratislava - Praga, Berlin (1960), Sofia, Damasc (1961). A participat frecvent cu lucrări la expozițiile județene și republicane. 

## Distincții
- Premiul II la Festivalul Tineretului (Varșovia, 1953),
- Medalia Muncii,
- Medalia a V-a aniversare a Republicii,
- Medalia a XX-a Aniversarea a Republicii.